# Plumbon (Indramayu)
Plumbon is een bestuurslaag in het regentschap Indramayu van de provincie West-Java, Indonesië. Plumbon telt 5225 inwoners (volkstelling 2010).